# 阿瑪斯龍屬
阿瑪斯龍屬是蒙古晚白垩世一属伤齿龙科恐龙，其下仅有单一物种乌哈阿玛斯龙（Almas ukhaa），由裴睿及其同僚根据部分带有关节的骨骼命名于2017年。该属唯一一件已知标本发现于德加多克塔组，化石时期为坎帕阶晚期。

## 发现与命名
1993年，一支由美国自然历史博物馆和蒙古科学院组成的考察队在乌哈托喀附近的火焰崖找到一具小型兽脚类骨骼。这具化石由埃米·戴维森（Amy Davidson）进行准备。尽管后来几年其显著特征被添加至一些系统发育分析的数据矩阵，但是从未有任何对该化石的叙述发表。
2017年，模式种乌哈阿玛斯龙（Almas ukhaa）由裴睿、马克·诺瑞尔（Mark Norell）、丹尼尔·巴塔（Daniel Barta）、加布里埃尔·贝维尔（Gabriel Bever）、迈克尔·皮特曼（Michael Pittman）和徐星等人命名、叙述。属名取自蒙古民间传说中的一种类人生物阿玛斯，在蒙古语中，“阿玛斯”意即“野人”；种名取自化石发现地。
正模标本IGM 100/1323发现于坎帕阶晚期的德加多克塔组地层中，由一件带有颅骨的部分骨骼组成。保存较好的颅骨与颅后骨骼分离，但被认为属于同一个体。部分颅骨顶部及下颚与头部其余部分断开。颅后骨骼包括三节骶椎、十一节前尾椎、腹肋、部分骨盆和部分缺少脚趾的后肢。该标本代表一具亚成年个体。骨骼附近发现一些蛋化石，隶属棱柱形蛋科类型。这类卵早前曾被归类于伤齿龙科。